# 臺灣府城小東門
22°59′59″N 120°13′05″E / 22.9996691°N 120.2181302°E

尚未拆除時的小東門

臺灣府城小東門是臺灣府城的14座城門之一，又稱鎮東門，建於1725年，定型於1776年。小東門於1835年興建月城，日治時期初因興建兵營而被拆除，1985年遺址出土。小東門遺址殘存於成功大學，旁邊尚有城垣遺跡與自西邊遷來的小西門。

## 外部連結
- 清末臺灣府城四坊示意圖 （页面存档备份，存于）